# Brazalete de Afrika
El Brazalete de Afrika o Brazalete de África (en alemán: Ärmelband Afrika) fue una condecoración militar alemana de la Segunda Guerra Mundial otorgada a los miembros de la Wehrmacht que participaron en la campaña en África del Norte de 1941-1943.

## Antecedentes
En febrero de 1941, se formó el Deutsches Afrikakorps (DAK) para apoyar a las fuerzas italianas en la campaña del norte de África contra las fuerzas británicas y de la Commonwealth. Bajo el mando de Erwin Rommel, el DAK, apoyado por la Luftwaffe y las unidades navales, ocupó gran parte de Libia y Egipto hasta que finalmente fue derrotado en El Alamein en octubre de 1942. Obligado a retirarse y enfrentando desembarcos aliados en Marruecos y Argelia, las fuerzas del DAK evacuaron el norte de África o se rindieron, y las últimas unidades alemanas en África capitularon el 13 de mayo de 1943.
En julio de 1941 se autorizó un brazalete de color verde oscuro con un borde blanco y caqui con la inscripción AFRIKAKORPS, para ser usado en la manga derecha por miembros del DAK que habían servido un mínimo de dos meses en África. Se trataba de una insignia de designación de unidad, no de una condecoración o insignia de campaña, y el personal que se trasladó permanentemente fuera del teatro del norte de África ya no tenía derecho a usarla. La Luftwaffe introdujo más tarde un brazalete con un diseño diferente para los aviadores con base en el norte de África. Al igual que con el Heer, este no estaba destinado a ser usado por quienes ya no estaban destinados al norte de África. También hubo una versión de la Marina, que puede haber sido un artículo no oficial hecho de forma privada.

## Requisitos

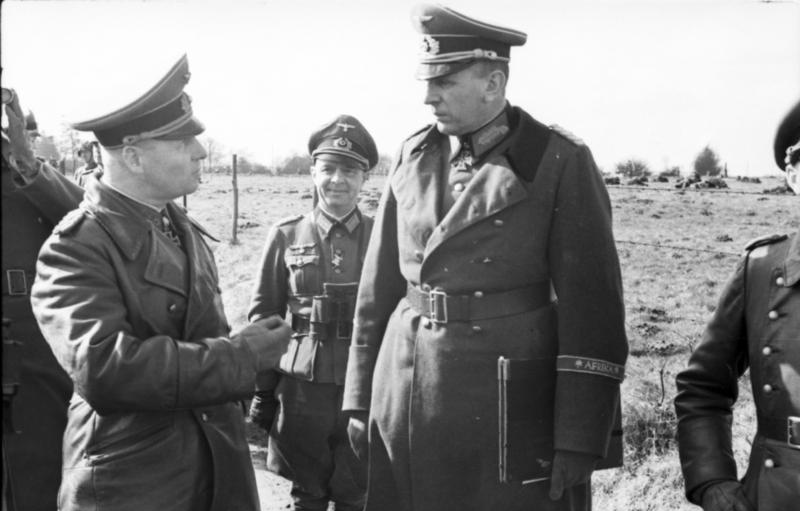
Marzo de 1944: el Generalfeldmarschall Rommel con el general Erwin Menny, que lleva el brazalete de Afrika.

El 15 de enero de 1943 Adolf Hitler instituyó el título de brazalete de Afrika como insignia de campaña.
Los requisitos finales de esta condecoración eran de al menos seis meses de servicio en el teatro de operaciones del norte de África, o cualquier período menor si el receptor era condecorado por su valentía, había resultado herido o muerto, en cuyo caso se otorgaba una condecoración póstuma. Aquellos que contrajeron una enfermedad que hubiera requerido evacuación necesitaban tres meses de servicio activo antes de la enfermedad. Después del 6 de mayo de 1943, el período de servicio se redujo de seis a cuatro meses.
La fecha límite para las solicitudes del brazalete era el 31 de octubre de 1944.

## Diseño y uso
El brazalete es una banda marrón de 32 mm de ancho, con la palabra AFRIKA flanqueada en ambos lados por una palmera y bordeada en la parte superior e inferior con una tira de 3 mm, todo bordado en una trenza gris plateada o algodón. El diseño fue el mismo para las tres ramas.
La banda se usaba en la manga izquierda del uniforme, en la parte inferior, incluso en abrigos. Cuando se otorgaban dos o más brazaletes de campaña, el primero  se colocaba encima de los posteriores, aunque esta regulación no siempre se siguió.
Las condecoraciones de la época nazi fueron prohibidas después de la guerra. El brazalete de Afrika fue uno de los que la República Federal de Alemania volvió a autorizar para su uso en 1957. Si bien muchos premios se rediseñaron para eliminar la esvástica, el título del brazalete original podía llevarse inalterado ya que no llevaba este símbolo. Los miembros veteranos de la Bundeswehr llevaban el premio en su riebete, representada por una pequeña réplica del diseño del brazalete que consistía en una cinta marrón con bordes plateados.